# سمكة الآنسة

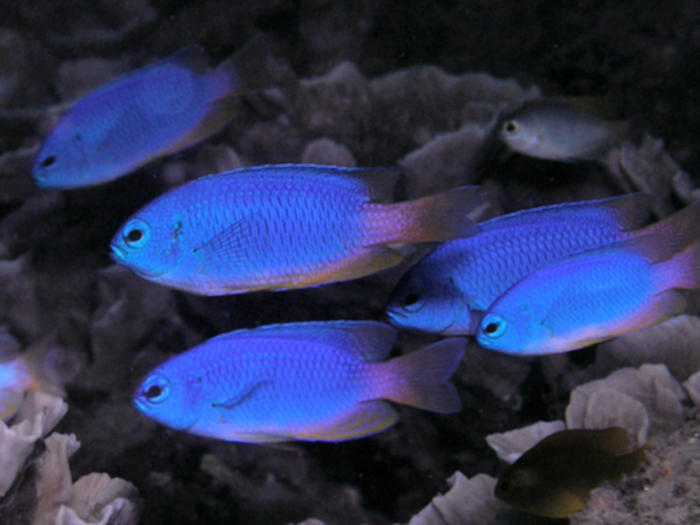
دامسل من نوع نيون

السمكة الآنسة أو دامسل[بحاجة لمصدر] (بالإنجليزية: Damselfish)‏، هي عائلة من الأسماك تعيش في المياه المالحة، ويعتبر صنف داسكيلس من اكثرها عدائية. الأسماك الآنسة قادره على تغيير جنسها كلما أصبحت أكبر بالعمر والحجم لكن الصغيرة منها لا تستطيع تغيير جنسها. في بعض الأحيان يرافق الأنثى ذكران أثناء وضع البيض لحراسة البيض. الإناث هي أكبرالأسماك والمهيمنة على الذكور والصغار كما أنها لا تسمح للإناث الأخرى ات بدخول المنطقة الخاصة بها وهذا يشمل الذكور الجديدة والصغار.
معظم فصائل السمك الآنس بحريه باستثناء ذات المستوى الأقل والتي تعيش في الأنهار. غالبية الأسماك الآنسة تعيش في الشعاب المرجانية وفي الغالب تستخدم الداسمل في الأحواض البحرية الجديدة حيث تساعد في تكوين البكتيريا النافعة والتي هي أحد أركان الدورة البيئية في حوض الأسماك.

## أنواع السمك الآنس
- جولدن دامسل ، Amblyglyphidodon aureus
- جولدتيل ديمويزل ، Chrysiptera parasema
- دومينو دامسل ، Threespot dascyllus
- جريين كروميس ، Chromis viridis
- الرقيب (سمكة) ، Abudefduf saxatilis
- الشيطان الياقوتي ، Chrysiptera cyanea